# 日本クレジット協会
一般社団法人日本クレジット協会（にほんクレジットきょうかい、英: Japan Consumer Credit Association）は、クレジット業界の業界団体であり業界の自主規制機関。割賦販売法に基づく認定割賦販売協会。個人情報の保護に関する法律に基づく認定個人情報保護団体。

## 沿革
- 2008年6月 - 改正割賦販売法が成立
- 2009年4月1日 - （社）日本クレジット産業協会（旧日本割賦協会）に（社）全国信販協会と認定個人情報保護団体クレジット個人情報保護推進協議会（CPIP）を統合し、（社）日本クレジット協会（英文名：Japan Consumer Credit Association）が発足
- 2009年7月1日 ‐ 個人情報保護法に基づく認定個人情報保護団体として、経済産業大臣より認定を受ける[1]
- 2009年12月1日 - 割賦販売法に基づく認定割賦販売協会として、経済産業大臣より認定を受ける[2]
- 2013年4月1日－一般社団法人に移行。